# 中国人权双周刊
中国人权双周刊（Chinese Human Rights Biweekly）是一家总部位于美国的中文网络杂志，由非政府组织中国人权所有。于2009年6月1日正式落成。自2020年1月30日起，该杂志不再更新。
中国人权双周刊是一份刊登在中国大陆被禁止和审查的新闻和观点的时事通讯。创刊以来，该杂志多次因中国大陆黑客的网络攻击而瘫痪。中国人权双周刊的使命是“为中国的人权进步呐喊”。该刊是海外华人自由知识分子发声的主要平台之一，也是海外民运的主流媒体。